# Мышечная дистрофия Беккера
Мышечная дистрофия Беккера — генетическое заболевание, характеризующееся медленно прогрессирующей мышечной слабостью и атрофией мышц. Как правило, болезнь начинается в области ног и таза, что приводит к затруднениям при ходьбе и падениям. Болезнь обычно становится заметной в возрасте от 5 до 15 лет. В осложнения входит кардиомиопатию, что является наиболее частой причиной смерти.
Заболевание вызывается мутацией в гене, кодирующем белок дистрофин. Передаётся по Х-сцепленному рецессивному типу наследования. Это один из видов дистрофинопатии. Диагноз может быть заподозрен на основании симптомов и подтверждён лабораторными анализами, биопсией мышц или генетическим тестированием. Это заболевание менее серьёзно, чем мышечная дистрофия Дюшенна, которая также является результатом мутации в гене дистрофина.
Лечения не существует, хотя физиотерапия может облегчить симптомы. В некоторых случаях могут использоваться кортикостероиды. Мышечная дистрофия Беккера поражает около 3 из 100 000 мужчин в Соединённых Штатах. Показатели в других странах варьируются от 0,1 до 7 на 100 000 мужчин. Ожидаемая продолжительность жизни может достигать 40 лет.